# Liste des bourgmestres de Morlanwelz

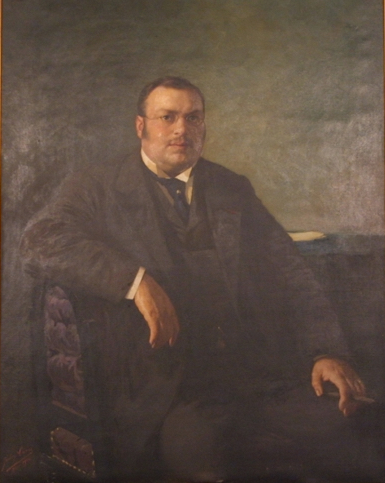
Raoul Warocqué, bourgmestre de Morlanwelz de 1900 à 1917 et fondateur du musée royal de Mariemont.

C'est la liste des bourgmestres de Morlanwelz de 1805 à aujourd'hui.
- 1805-1830 : Nicolas Warocqué, (Parti Libéral).
- 1830-1836 : Joseph Paris, (Parti Libéral).
- 1836-1864 : Abel Warocqué, (PartiLlibéral).
- 1864-1868 : Léon Warocqué, (Parti Libéral).
- 1868-1880 : Arthur Warocqué[1], (Parti Libéral).
- 1880-1887 : Abel Hélin, (Parti Libéral).
- 1888-1899 : Georges Warocqué, (Parti Libéral).
- 1900-1917 : Raoul Warocqué, (Parti Libéral).
- 1917-1921 : Jules Rondeau, (Parti Libéral).
- 1921-1932 : Eugène Berloz, (POB).
- 1932-1946 : Lucien Guinotte, (Parti Libéral).L'hôtel communal de Morlanwelz construit en 1895 en style néo-gothique où se trouve le siège du conseil communale.
- 1946-1970 : Lucien Joret, (PSB).

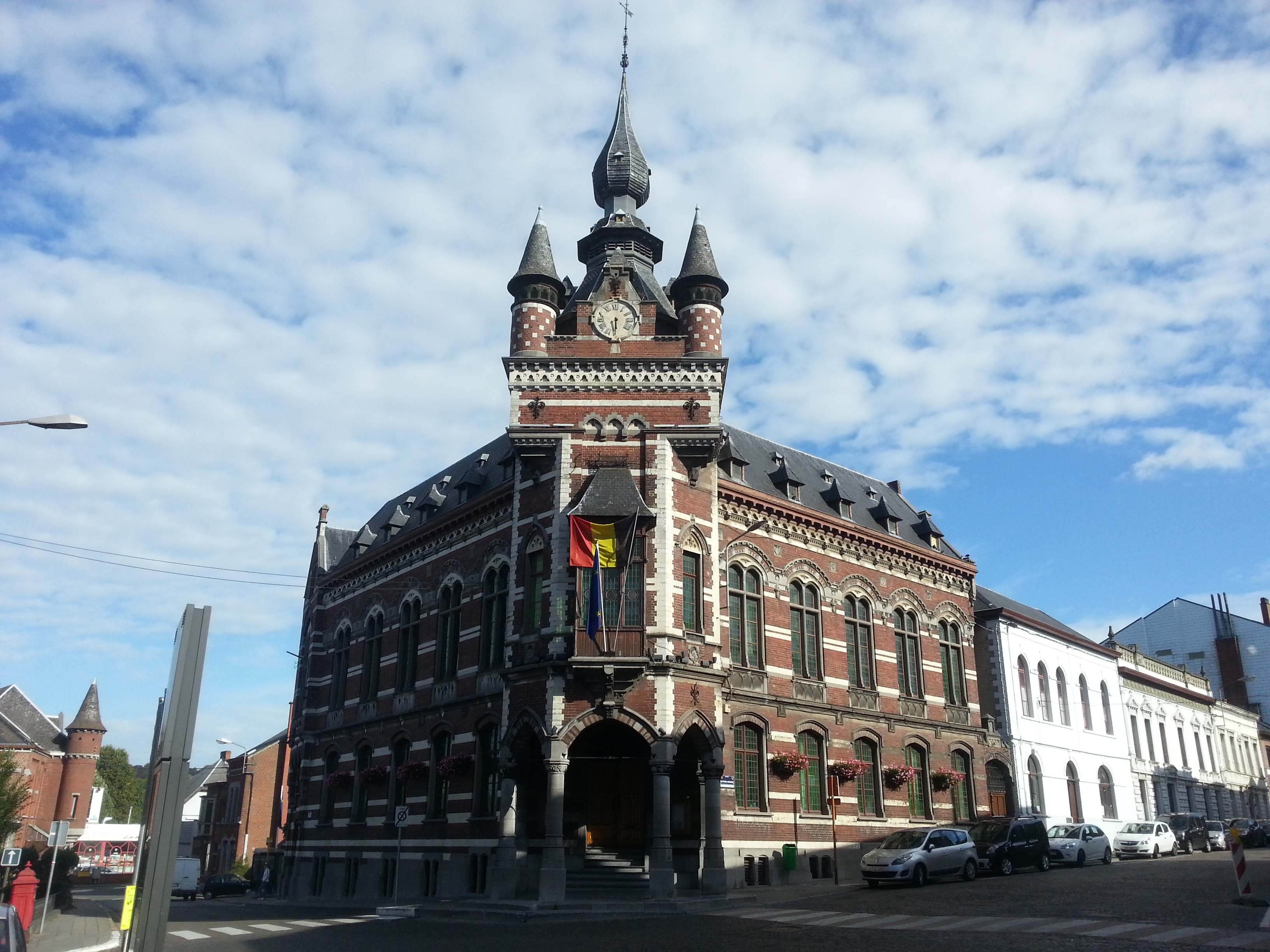
L'hôtel communal de Morlanwelz construit en 1895 en style néo-gothique où se trouve le siège du conseil communale.

- 1971-2000 : Nestor-Hubert Pécriaux[2], (PSB-PS).
- 2001-2012 : Jacques Fauconnier, (PS).
- 2012-2024 : Christian Moureau[3], (PS).
- 2024 : Josée Incannela[4],[5], (PS).
- 2024-: Jean-Charles Deneufbourg[6],[7],[8], (PS).